# Neil Woodward
Neil Woodward, né le 26 juillet 1962 à Chicago, est un officier américain et astronaute de la NASA.
Il a fait partie du Groupe d'astronautes 17, constitué en 1998.
Diplômé en physique du Massachusetts Institute of Technology, de l'université du Texas et de l'université George Washington, il a une expérience de 1 700 heures de vol sur plus de 25 types d'appareils différents, mais n'a participé à aucune mission spatiale.